# Gettjärnen (Ramsjö socken, Hälsingland)
Gettjärnen är en sjö i Ljusdals kommun i Hälsingland och ingår i Delångersåns huvudavrinningsområde.